# فرانسیس برینگ
فرانسیس برینگ (انگلیسی: Sir Francis Baring, 1st Baronet; ۱۸ آوریل ۱۷۴۰ – ۱۱ سپتامبر ۱۸۱۰) بانکدار اهل پادشاهی بریتانیای کبیر بود، که در سال ۱۷۶۲ برینگ بانک را تأسیس کرد.